# Crunchy Frog Records
Crunchy Frog Records er et uafhængigt dansk pladeselskab, der blev stiftet i København i 1994.
Selskabet ejes af de fire medlemmer af bandet Thau, og ledes til dagligt af trommeslageren Jesper "Yebo" Reginal Petersen,( har senere været med i: Tothe International, The Tremolo Beer Gut, Psyched Up Janis, Trains and Boats and Planes, Heavy Trash og Junior Senior). Pladeselskabet ejer og driver endvidere Vibrashop, der er en pladeforretning på nettet.
Pladeselskabets navn er taget fra en populær Monty Python sketch, hvor to politimænd udspørger en konfekturefabrikant om hans seneste produkt "The Whizzo Quality Assortment", der blandt andet indeholder "Crunchy Frog".

## Bands på Crunchy Frog
- epo-555
- Heavy Trash
- Junior Senior
- Learning From Las Vegas
- The Mopeds
- Beta Satan
- Powersolo
- The Raveonettes
- Snake & Jet's Amazing Bullit Band
- Sterling
- Superheroes
- THAU
- Tothe International
- The Tremolo Beer Gut
- Wolfkin
- Kim and the Cinders
- Oliver North Boy Choir
- First Floor Power
- 18th Dye
- Lars and The Hands of Light
- Thee Attacks
- The Malpractice
- Apparat Organ Quartet
- D/Troit
- Shiny Darkly

## Bands der tidligere har været på Crunchy Frog
- Düreforsög
- Naked

## Eksterne Links
- Crunchy Frogs officielle hjemmeside